# Avril Lavigne
Avril Lavigne е едноименният пети студиен албум на канадската изпълнителка Аврил Лавин. Издаден е на 1 ноември 2013 г. от Epic Records. Албумът е съставен предимно поп музика, но има и рок мотиви. В албума има 2 колаборации – с Чад Крюгер и с Мерилин Менсън, като това е първият албум на изпълнителката, включаващ колаборации с други изпълнители. Албумът дебютира под № 5 в американската класация Billboard 200, като това е петият ѝ последователен албум в топ 5. В Япония достига № 2, а в Китай и Тайван – № 1. Албумът достига топ 10 в над 12 държави. Албумът е представен на турнето The Avril Lavigne Tour, стартиран в Азия, последвана от Южна Америка. В САЩ, Лавин открива турнето на Backstreet Boys, In a World Like This Tour.

## Списък с песни

### Оригинален траклист
1. Rock n Roll – 3:26
2. Here's to Never Growing Up – 3:34
3. 17 – 3:24
4. Bitchin' Summer – 3:30
5. Let Me Go (с Чад Крюгер) – 4:27
6. Give You What You Like – 3:45
7. Bad Girl (с Мерилин Менсън) – 2:54
8. Hello Kitty – 3:16
9. You Ain't Seen Nothin' Yet – 3:13
10. Sippin' on Sunshine – 3:29
11. Hello Heartache – 3:49
12. Falling Fast – 3:13
13. Hush Hush – 3:59

### Target издание
1. Rock n Roll (акустика) – 3:24

### Японско, Тайванско, Китайско tour издание/разширено издание
1. Rock n Roll (акустика) – 3:24
2. Bad Reputation – 2:42
3. How You Remind Me – 4:06

### Специално азиатско tour издание (DVD)
1. Here's to Never Growing Up (видеоклип) – 3:45
2. Rock n Roll (видеоклип) – 5:01
3. Let Me Go (с Чад Крюгер) (видеоклип) – 5:06

### Китайско tour издание
1. Let Me Go (радио редактиран) – 3:59
2. Let Me Go (основна версия) – 4:27
3. Let Me Go (инструментал) – 4:27

## Сингли
- Here's to Never Growing Up е първият сингъл от албума, издаден на 9 април 2013 г. Песента достига № 20 в Billboard Hot 100 в САЩ, както и до топ 20 в Австралия, Канада и Великобритания и топ 10 в Ирландия и Япония. Официалното музикално видео на песента е издадено на 9 май 2013 г.
- Rock n Roll е вторият сингъл, издаден на 23 август 2013 г. Той достига до № 5 в Япония, № 37 в Канада, № 45 в Австралия, № 68 във Великобритания и № 91 в САЩ.
- Let Me Go (колаборация с Чад Крюгер) е третият сингъл от албума, издаден на 15 октомври 2013. Сингълът е по-успешен от Rock n Roll и достига № 12 в Канада и до топ 40 в Австрия.
- Hello Kitty е четвъртият сингъл, издаден в Азия на 21 април 2014 г. Видеото към песента е силно критикувано, като е наречено „мързеливо“ и „противно“, а в Япония е сметнато за расистко. Песента дебютира под № 75 в Billboard Hot 100.
- Give You What You Like е петият сингъл, издаден на 30 март 2015 г.
- How You Remind Me е единственият промоционален сингъл, издаден в Япония на 11 декември 2012 г.

|  | Тази страница частично или изцяло представлява превод на страницата Avril Lavigne (album) в Уикипедия на английски. Оригиналният текст, както и този превод, са защитени от Лиценза „Криейтив Комънс – Признание – Споделяне на споделеното“, а за съдържание, създадено преди юни 2009 година – от Лиценза за свободна документация на ГНУ. Прегледайте историята на редакциите на оригиналната страница, както и на преводната страница, за да видите списъка на съавторите. ВАЖНО: Този шаблон се отнася единствено до авторските права върху съдържанието на статията. Добавянето му не отменя изискването да се посочват конкретни източници на твърденията, които да бъдат благонадеждни. |